# Владімір Бартол
Владімір Бартол (словен. Vladimir Bartol; 24 лютого 1903, Святий Іван поблизу Трієста, Австро-Угорщина — 12 вересня 1967, Любляна
 , СФРЮ) — словенський і югославський письменник, драматург, есеїст, публіцист. Член Словенської академії наук і мистецтв.

## Життєпис
Народився в сім'ї поштового чиновника і педагога та письменниці М. Бартол-Надлішек. До 1925 року вивчав біологію, філософію і психоаналіз у Люблінському університеті, стажувався в Сорбонні (1926—1927). У 1928 році служив в армії.
Перебував під великим впливом філософії Ф. Ніцше, вчення З. Фрейда і К. Г. Юнга, а також творчості Ф. М. Достоєвського, що визначило його інтерес до психології особистості і її ролі в суспільстві.
На початку 1930-х років повернувся до Словенії, де співпрацював у багатьох періодичних виданнях, зокрема редагував журнал «Модра птіца».
Під час Другої світової війни брав участь у партизанському русі — один із секретарів пленуму Визвольного фронту Словенії з культури.
Після війни працював у Театрі драми в Любляні, в 1946—1956 роках жив у Трієсті, потім повернувся до Словенії і до кінця життя — в Любляні.
Працював в Академії наук і мистецтв Словенії до своєї смерті 12 вересня 1967 року.

## Творчість
Дебютував у 1933 році зі стилізованою під старовину новелою «Дон Лоренцо де Спадоні» («Don Lorenzo de Spadoni»), у центрі якої демонічний герой, що несе зло для всіх, хто його оточує. Цей же тип героя характерний для центрального твору В. Бартола — роману «Аламут» («Alamut», 1938), що є першим словенським інтелектуальним романом, який синтезує риси історичної, філософської та психологічної прози.
Він автор драми у трьох діях з життя басків «Лопес» («Lopez», 1932), збірок новел про сучасність «Аль Араф» («Al Araf», 1935) і «Трієстські гуморески» («Tržaške humoreske», 1957), книги мемуарів "Юність у Св. Івана " («Mladost pri Sv. Ivanu», 1955—1956), книги інтерв'ю «В гостях у словенських вчених» («Obiski pri slovenskih znanstvenikih», 1961). Посмертно були опубліковані збірка новел «Демон і ерос» («Demon in eros», 1974), детективний роман «Диво в селі» («Čudež na vasi», 1984) і книга есе «Трубадур у масці» («Zakrinkani trubadur», 1993).
Проза В. Бартола переведена багатьма іноземними мовами.

## Вибрані твори
- Lopez (1932, драма)
- Al Araf (1935, збірка новел)
- Alamut (1938, повість),
- Tržaške humoreske (1957, збірка новел)
- Čudež na vasi (1984, повість)
- Don Lorenzo (1985, новела)
- Med idilo in grozo (1988, збірка новел)
- Zakrinkani trubadur (1993, збірка есеїв)
- Mladost pri Svetem Ivanu (2001, автобіографія)